# Chaleo Yoovidhya
Chaleo Yoovidhya (thai: เฉลียว อยู่วิทยา, RTGS: Chaliao Yuwitthay; 17. august 1923 – 17. marts 2012) var en thailandsk erhvervsmand, og medskaber af energidrikken Red Bull. På tidspunktet for hans død, var Yoovidhya opført som den tredje-rigeste person Thailand, med en anslået formue på $5 milliarder.

## Liv og arbejde
Chaleo blev født den 17. august, 1923, i en fattig Thai-kinesisk indvandrerfamilie i Phichit. Familien ernærede sig ved at sælge ænder og frugt.
Chaleo indgik et samarbejde med Dietrich Mateschitz i 1982. I 1987, lancerede de Red Bull, hvor Chaleo, opfandt formlen, mens Mateschitz markedsførede produktet. Chaleo ejede 49% af Red Bull-franchisen på tidspunktet for hans død, mens Mateschitz ejede, de andre 49% og Chaleo's søn, Chalerm Yoovidhya, ejede de resterende 2%. Chaleo ejede også TC Pharmaceuticals, en producent af energidrikke i Thailand, og var medejer af Piyavate Hospital, et privathospital i Thailand.
Chaleo døde 88, år gammel i Bangkok. Hans død blev tilskrevet naturlige årsager.